# Shinnan Rocks
Die Shinnan Rocks (japanisch 新南岩 Shinnan-iwa, deutsch ‚Neue Südfelsen‘, norwegisch Nyheia ‚Neuhöhen‘) sind Felsvorsprünge an der Kronprinz-Olav-Küste am östlichen Ende des Königin-Maud-Lands. Sie liegen an der Westflanke des Shinnan-Gletschers.
Vermessungen und Luftaufnahmen einer von 1957 bis 1962 dauernden japanischen Antarktisexpedition dienten ihrer Kartierung. Das Advisory Committee on Antarctic Names übertrug die japanische Benennung 1964 in einer Teilübersetzung ins Englische.